# Neomochtherus himalayensis
Neomochtherus himalayensis là một loài ruồi trong họ Asilidae. Neomochtherus himalayensis được Joseph & Parui miêu tả năm 1987. Loài này phân bố ở miền Ấn Độ - Mã Lai.